# Blackstar (album)
| Recensione          | Giudizio |
| ------------------- | -------- |
| AllMusic            |          |
| Il mucchio          |          |
| Ondarock            |          |
| Piero Scaruffi      |          |
| Pitchfork           |          |
| PopMatters          |          |
| Q                   |          |
| Rolling Stone       |          |
| Spin                |          |
| The Daily Telegraph |          |
| The Guardian        |          |
| The Independent     |          |

Blackstar è il venticinquesimo e ultimo album in studio del cantautore britannico David Bowie, pubblicato l'8 gennaio 2016 dalla RCA Records.

## Storia
Il disco è stato pubblicato nel giorno del sessantanovesimo compleanno dell'artista, ossia l'8 gennaio 2016, due giorni prima della sua morte e contiene sette tracce, con l'aggiunta di un video nella versione digitale.
Il primo singolo, l'omonimo Blackstar, è stato pubblicato nel novembre 2015 ed è stata utilizzata come musica per la serie televisiva The Last Panthers.
Il titolo della seconda traccia è un riferimento al dramma Peccato che sia una sgualdrina ('Tis Pity She's a Whore) del drammaturgo inglese del diciassettesimo secolo John Ford.
Il 17 dicembre 2015 è stato diffuso il brano Lazarus poi anch'esso accompagnato da un video promozionale a ridosso della pubblicazione. Il titolo Lazarus era già stato utilizzato da Bowie per un musical scritto per Broadway.

### Registrazione
Blackstar è stato registrato presso gli studi The Magic Shop e Human Worldwide Studios di New York.
Per quest'album Bowie ha pensato di mettere in stand-by la band del precedente The Next Day e rivolgersi a un gruppo di musicisti newyorkesi dediti al jazz e guidati dal sassofonista Donny McCaslin. Una scelta maturata dopo aver assistito a una performance dell'ensemble di McCaslin in un minuscolo jazz club di Manhattan. Il risultato è un album estremamente innovativo che spazia in diversi generi musicali, dal soul al jazz, dal trip hop al rock sperimentale, dal fusion all'hard bop.
Bowie ha iniziato la stesura dei brani inclusi in Blackstar immediatamente dopo la conclusione delle sedute di registrazione per The Next Day. Due di questi, Sue (Or in a Season of Crime) e 'Tis a Pity She Was a Whore, già pubblicati come singoli nel 2014, sono stati appositamente ri-registrati per Blackstar, includendo nuove parti di sassofono ad opera di Donny McCaslin (in sostituzione di quelle suonate da Bowie nella versione originale) ed un nuovo arrangiamento meno jazz e più elettronico.
Secondo il produttore Tony Visconti, durante la lavorazione dell'album Bowie ha tratto ispirazione dal rapper Kendrick Lamar e dal suo To Pimp a Butterfly, e subito l'influenza di gruppi alternativi come i Boards of Canada e i Death Grips.

## Testi
Sempre secondo Visconti, gran parte dei testi delle nuove canzoni fanno riferimento alla malattia di Bowie, ed alla possibilità della morte, e l'intero progetto sarebbe stato concepito da Bowie come il suo "canto del cigno" o un "regalo d'addio" ai fan. In particolare, Visconti ha dichiarato:
A seguito della notizia della scomparsa di Bowie, molti hanno riscontrato nei testi delle canzoni sul disco diversi riferimenti alla morte e alla sofferenza. Tra i più citati quelli delle tracce Lazarus («Guarda quassù, sono in Paradiso, Ho delle cicatrici che non possono essere viste, Ho una storia che non può essermi rubata, Ora tutti mi conoscono. Guarda quassù, amico, sono in pericolo, Non ho nulla da perdere»), Sue (Or in a Season of Crime) («ha chiamato la clinica, la radiografia è andata bene, ti ho riportato a casa»), Blackstar («Qualcosa è successo il giorno della sua morte, lo spirito si alzò un metro da terra e si fece da parte. Qualcun altro prese il suo posto, e coraggiosamente pianse»), e il brano finale dell'album, I Can't Give Everything Away («Vedere di più e provare di meno. Dire di no, volendo dire sì. Per me è sempre stato così. È questo l'unico messaggio che mando»).

## Copertina
La copertina di Blackstar è opera del designer Jonathan Barnbrook, già autore della grafica degli album di Bowie Heathen, Reality, e The Next Day. La copertina dell'edizione CD mostra una grossa stella nera su sfondo bianco, e sei segmenti di stella sotto che formano la parola "B O W I E" in lettere stilizzate. La versione LP, invece, ha la copertina di colore nero e la stella come sezione intagliata, a mostrare il vinile del disco (con etichetta totalmente nera) al suo interno. Eccezion fatta per l'edizione originaria di The Man Who Sold the World destinata al mercato statunitense e per l'edizione britannica di The Buddha of Suburbia, questo è l'unico disco di David Bowie a non avere una sua immagine in copertina.

## Accoglienza
L'album è arrivato primo in oltre 35 nazioni del mondo. Il 12 gennaio l'album ha debuttato in cima alla Official Albums Chart grazie a vendite superiori alle 150 000 unità, ottenendo la certificazione di disco d'oro in poco meno di un giorno dalla sua pubblicazione; oltre 80.000 copie vendute nella seconda settimana. Lo stesso accade in Italia, dove l'album raggiunge direttamente il primo posto della classifica FIMI Album, scalzando 25 di Adele che dominava la classifica da sei settimane. Anche negli Stati Uniti d'America esordisce in prima posizione nella Billboard 200, nella prima settimana, secondo la Nielsen Music, sono state vendute 181.000 copie (risultato mai ottenuto in precedenza da Bowie in vita). In Canada ha debuttato al primo posto della Billboard Canadian Albums e ha venduto 24.300 copie nella prima settimana di uscita. Nella sua prima settimana dalla pubblicazione in Francia ha venduto 66.700 copie, in Germania circa 60.000, in Australia 23.700, e 16.400 in Italia. Nella prima settimana dalla pubblicazione Blackstar ha venduto 636.000 copie nel mondo. Nella sua seconda settimana ha venduto altre 333.000 copie; per un totale di 969.000 copie. Nella terza settimana dalla pubblicazione, l'album ha venduto 166.000 copie nel mondo, scendendo alla seconda posizione fra gli album più venduti della settimana.
Nella quarta settimana dalla pubblicazione, l'album ha venduto 131.000 copie nel mondo, risultando il quarto album più venduto al mondo della settimana. Nella quinta settimana dalla pubblicazione, l'album ha venduto 90.000 copie nel mondo, scendendo alla ottava posizione fra gli album più venduti della settimana. Nella settimana dall'11 gennaio al 17 gennaio, Blackstar è stato al primo posto tra gli album più scaricati in 25 grafici nazionali di iTunes.
Alla fine dell'anno, si rivela il quinto album più venduto in assoluto durante il 2016 con circa 1,9 milioni di copie vendute nel mondo, di cui 448 000 solo negli Stati Uniti d'America.
Alla fine del 2016 Blackstar venne incluso in varie liste dei migliori album dell'anno compilate da riviste musicali e critici di settore. Secondo Metacritic, è stato il disco più citato del 2016. Ai Grammy Awards 2017 l'album ha trionfato nelle categorie Miglior album di musica alternativa, Best Engineered Album, Non-Classical e Best Recording Package, mentre il singolo eponimo nelle categorie Miglior canzone rock e Miglior interpretazione rock. La rivista italiana Rumore lo considera il disco dell'anno 2016.
| Rivista            | Classifica                    | Piazzamento |
| ------------------ | ----------------------------- | ----------- |
| The A.V. Club      | 20 Best Albums of 2016        | 1           |
| Chicago Tribune    | Top Albums of 2016            | 10          |
| Consequence        | Top 50 Albums of 2016         | 3           |
| Mojo               | The Best of 2016              | 1           |
| Newsweek           | Best Albums of 2016           | 1           |
| NME                | NME's Albums of the Year 2016 | 6           |
| Paste              | 50 Best Albums of 2016        | 1           |
| Pitchfork          | The 50 Best Albums of 2016    | 4           |
| Rolling Stone      | 50 Best Albums of 2016        | 2           |
| Stereogum          | The 50 Best Albums of 2016    | 5           |
| The Independent    | Best Albums of 2016           | 17          |
| The New York Times | The Best Albums of 2016       | 2           |
| The Skinny         | Top 50 Albums of 2016         | 7           |
| Uncut              | Top 75 Best Albums of 2016    | 1           |
| Variance Magazine  | 50 Best Albums of 2016        | 2           |

## Tracce
Testi e musiche di David Bowie, eccetto dove indicato.
1. Blackstar – 9:56
2. 'Tis a Pity She Was a Whore – 4:45
3. Lazarus – 6:23
4. Sue (Or in a Season of Crime) – 4:35 (musica: David Bowie, Maria Schneider, Paul Bateman, Bob Bharma)
5. Girl Loves Me – 4:53
6. Dollar Days – 4:36
7. I Can't Give Everything Away – 5:41

Traccia bonus nell'edizione digitale
1. Blackstar (Video) – 9:59

## Formazione
Musicisti
- David Bowie – voce, chitarra acustica, arrangiamento strumenti ad arco (traccia 1), chitarra Fender (traccia 3)
- Donny McCaslin – sassofono, flauto, legni
- Jason Lindner – pianoforte, organo Wurlitzer, tastiera
- Tim Lefebvre – basso
- Mark Guiliana – batteria, percussioni
- Ben Monder – chitarra
- Tony Visconti – strumenti ad arco (traccia 1)
- Erin Tonkon – cori (traccia 2
- James Murphy – percussioni (tracce 4 e 5)

Produzione
- David Bowie – produzione, missaggio
- Tony Visconti – produzione, missaggio, ingegneria del suono agli Human Worldwide
- Tom Elmhirst – missaggio finale
- Joe LaPorta – mastering
- Kevin Killen – ingegneria del suono ai The Magic Shop
- Kabir Hermon – assistenza tecnica ai The Magic Shop
- Erin Tonkon – assistenza tecnica agli Human Worldwide
- Joe Visciano – assistenza al missaggio

## Classifiche

### Classifiche settimanali
| Classifica (2016)         | Posizione massima |
| ------------------------- | ----------------- |
| Argentina                 | 1                 |
| Australia                 | 1                 |
| Austria                   | 1                 |
| Belgio (Fiandre)          | 1                 |
| Belgio (Vallonia)         | 1                 |
| Canada                    | 1                 |
| Corea del Sud             | 2                 |
| Croazia                   | 1                 |
| Danimarca                 | 1                 |
| Finlandia                 | 1                 |
| Francia                   | 1                 |
| Germania                  | 1                 |
| Giappone                  | 5                 |
| Grecia                    | 3                 |
| Irlanda                   | 1                 |
| Italia                    | 1                 |
| Messico                   | 2                 |
| Norvegia                  | 1                 |
| Nuova Zelanda             | 1                 |
| Paesi Bassi               | 1                 |
| Polonia                   | 1                 |
| Portogallo                | 1                 |
| Regno Unito               | 1                 |
| Repubblica Ceca           | 1                 |
| Spagna                    | 1                 |
| Stati Uniti               | 1                 |
| Stati Uniti (alternative) | 1                 |
| Stati Uniti (rock)        | 1                 |
| Stati Uniti (tastemakers) | 1                 |
| Svezia                    | 1                 |
| Svizzera                  | 1                 |
| Ungheria                  | 4                 |

### Classifiche di fine anno
| Classifica (2016)  | Posizione |
| ------------------ | --------- |
| Australia          | 8         |
| Austria            | 11        |
| Belgio (Fiandre)   | 3         |
| Belgio (Vallonia)  | 9         |
| Canada             | 37        |
| Corea del Sud      | 39        |
| Danimarca          | 17        |
| Francia            | 27        |
| Germania           | 17        |
| Giappone           | 78        |
| Islanda            | 18        |
| Italia             | 16        |
| Nuova Zelanda      | 6         |
| Paesi Bassi        | 7         |
| Polonia            | 40        |
| Regno Unito        | 6         |
| Spagna             | 23        |
| Stati Uniti        | 64        |
| Stati Uniti (rock) | 4         |
| Svezia             | 20        |
| Svizzera           | 6         |
| Ungheria           | 65        |
| Classifica (2017)  | Posizione |
| Croazia            | 12        |